# 若林紀伸
若林 紀伸（わかばやし かずのぶ）は、日本の銀行家。静岡銀行執行役員・地方創生部部長。

## 来歴
静岡銀行へ1986年4月に入行した後、2003年12月、富士川支店長に就任した。その後、清水支店副支店長、焼津支店長、駅南支店長、支店サポート部長、理事支店サポート部長、理事経営企画部担当部長、理事地方創生部長、理事呉服町支店長、執行役員呉服町支店長などを経て、2020年6月、執行役員地方創生部長に就任した。
地方創生部長として、静岡県内の企業の活性化を通じた地域の発展のため様々な取り組みに携わっている。具体的には、県内の中小企業と首都圏のスタートアップ企業を結び協業を促す「TECH BEAT Shizuoka（テックビート）」の開催、企業間のマッチング支援ツールである「オンライン商談プラットフォーム」の整備等である。
2022年には地方創生部のインスタグラムを、「静岡の〝こだわり〟を自慢できる場所に」をコンセプトに、取引先が重視するポイントの告知を主眼とする内容にリニューアルした。